# テガタチドリ
テガタチドリ（手形千鳥、学名：Gymnadenia conopsea）は、ラン科テガタチドリ属の多年草である。別名チドリソウともいう。

## 特徴
ヨーロッパから極東までのユーラシア大陸北部に分布し、日本では北海道と本州中部以北の亜高山帯から高山帯にかけての草原に分布する。茎の高さは30cmから60cm、花期は7～8月で、1cm程度の小さな花が穂状に密集して咲く。花の色は淡い紅紫色。和名は、太い根が手のひら状になっていること、花が千鳥の飛ぶ姿に似ていることから付けられている。
類似種として、ノビネチドリ（Neolindleya camtschatica ）とハクサンチドリがある。ノビネチドリは葉の縁が波打っていること、ハクサンチドリは花の先端が尖っていること、全般的にテガタチドリの方が花の色が淡い傾向があること（ただし個体差がある）などから識別できる。

## 近縁種
以下の似た種がある。
| 画像 | 和名                    | 学名                     | 属                            | 科                 |
| ---- | ----------------------- | ------------------------ | ----------------------------- | ------------------ |
|      | テガタチドリ 手形千鳥   | Gymnadenia conopsea      | テガタチドリ属 Gymnadenia     | ラン科 Orchidaceae |
|      | ノビネチドリ 延根千鳥   | Neolindleya camtschatica | ノビネチドリ属 Neolindleya    | ラン科 Orchidaceae |
|      | ハクサンチドリ 白山千鳥 | Dactylorhiza aristata    | ハクサンチドリ属 Dactylorhiza | ラン科 Orchidaceae |